# 1984年夏季残疾人奥林匹克运动会埃及代表团
1984年夏季残疾人奥林匹克运动会埃及代表团是埃及派出的1984年夏季残疾人奥林匹克运动会代表团。获得1枚金牌、1枚银牌和5枚铜牌。